# Lewis Hastings Sarett
Lewis Hastings Sarett (Champaign, 22 dicembre 1917 – 29 novembre 1999) è stato un chimico statunitense.

## Biografia
Dopo aver ricevuto una borsa di studio per le scienze all'università di Northwestern e dottorato all'università di Princeton ha lavorato per la Merck & Co. per 38 anni. A lui sono dovute alcune invenzioni fra cui un complesso di sintesi per ottenere il cortisone nel 1944. A lui è dedicata l'ossidazione di sarett.
Per via delle sue scoperte del mondo della chimica venne insignito, in segno di riconoscimento, della medaglia nazionale delle scienze nel 1975 e la medaglia "Perkin" nel 1976.